# Apollo 18 (película)
Apollo 18 es una película de ciencia ficción en formato de falso documental estrenado el 2 de septiembre de 2011 dirigida por Gonzalo López-Gallego y producida por Timur Bekmambetov. Fue la primera película en idioma inglés del director. Recibió críticas mixtas.
La NASA estuvo involucrada en los inicios de la producción, pero luego se desvinculó por considerar al proyecto como un engaño de marketing.

## Sinopsis
Después de que la NASA diera por terminado de manera oficial el programa Apolo en 1974, se habría realizado una última misión hacia la Luna. La película relata, basándose en supuestas "filmaciones recuperadas" de la tripulación, el alunizaje del Apollo 18 y los motivos del encubrimiento de la misma. El capitán Benjamin Anderson y el comandante Nathan Walker, junto con el teniente coronel John Grey, son los elegidos para llevarla a cabo secretamente. Sin embargo, las causas que los llevan a fracasar y que son captadas en la cinta que es recuperada jamás se dieron a conocer a la opinión pública por parte del gobierno estadounidense, puesto que en ella se evidenciaba por primera vez el contacto con seres extraterrestres, de cuya existencia el Departamento de Defensa (DOD) de Estados Unidos, así como el gobierno de la Unión Soviética, tienen conocimiento con anterioridad. La película revela entonces el secreto mejor guardado de la agencia espacial estadounidense y con ello explicaría el hecho del por qué nunca jamás se volvió a mandar una nave tripulada a la luna. También se muestra que los astronautas encontraron los restos de una misión soviética a la Luna que tuvo un final similar al que ellos tendrían.

## Argumento
En diciembre de 1974 (dos años después de la misión Apolo 17), la tripulación de la misión cancelada Apolo 18 es informada de que ahora procederá como una misión secreta del Departamento de Defensa (DoD) para entregar una carga útil clasificada. El comandante Nathan Walker, el teniente coronel John Grey y el capitán Ben Anderson son lanzados por la noche, hacia la Luna para colocar un detector de alerta temprana para ataques ICBM desde la URSS.
Grey permanece en órbita a bordo del módulo de comando Apolo Freedom mientras Walker y Anderson aterrizan en el Polo Sur de la Luna en el Módulo Lunar Apolo Liberty, el 25 de diciembre. Mientras plantan el detector ICBM, la pareja toma muestras de rocas que Anderson describe como "extrañas". En el fondo, la cámara captura una roca moviéndose en un cráter cercano. Después de regresar a Liberty, la pareja escucha ruidos afuera y la cámara del sensor de movimiento registra a una pequeña roca que se mueve cerca. Houston afirma que los ruidos son interferencia del detector ICBM. Al otro día, Anderson encuentra una muestra de roca en el suelo de Liberty a pesar de haberlas asegurado. Durante la configuración de su detector ICBM, Anderson descubre huellas que los llevan a un módulo de aterrizaje soviético LK manchado de sangre y abandonado (pero aún funcional). Anderson explora un cráter cercano, describiendo el suelo como "sintiéndose más suave". Dentro del cráter, encuentra un cosmonauta muerto, así como un casco espacial roto. Walker pregunta a Houston sobre la presencia soviética, pero se le dice que continúe con la misión. Mientras duermen, Walker es despertado por sonidos extraños y algo chocando contra el módulo de aterrizaje.
Al día siguiente, la pareja descubre que falta la bandera que habían plantado. Habiendo completado su misión, el dúo se prepara para irse, pero el lanzamiento es abortado cuando Liberty sufre un violento temblor. Una inspección revela daños extensos en el módulo. Walker encuentra su bandera triturada cerca, la cámara del sensor de movimiento también falta y el rover está inclinado de lado. Luego encuentra huellas extrañas fuera de Liberty, y las cita como evidencia de vida extraterrestre. Walker siente que algo se mueve dentro de su traje espacial y se horroriza cuando una criatura parecida a una araña se arrastra por el interior de su casco; desaparece de la vista y Anderson lo encuentra inconsciente fuera de Liberty. Walker más tarde niega los hechos. Se descubre una herida en su pecho, y Anderson extrae una roca lunar incrustada dentro de él. Después de haber retirado la roca, Walker la rompe con un martillo, contaminando la zona. La pareja se encuentra incapaz de contactar a Grey o Houston debido al aumento de los niveles de interferencia de una fuente desconocida.
Anderson especula que el verdadero propósito del "dispositivo de advertencia ICBM" es monitorear a los extraterrestres, y que es la fuente de la interferencia. Anderson y Walker intentan apagar el dispositivo, solo para descubrir que ha sido destruido, con las mismas huellas no humanas que lo rodean. Walker muestra signos de una infección en desarrollo, como decoloración de las venas (posiblemente causada por necrosis) y ojos inyectados en sangre, se vuelve contencioso y paranoico. Las cámaras de la misión capturan una muestra de roca que se mueve en el interior de Liberty, revelando que los alienígenas están camuflados como rocas lunares. Cada vez más delirante, Walker intenta destruir las cámaras dentro de Liberty con un martillo, pero accidentalmente daña otros controles, causando que Liberty se despresurice. Al darse cuenta de que el módulo de aterrizaje soviético LK es su única fuente de oxígeno, la pareja viaja al módulo de aterrizaje LK en su rover lunar. Walker se agita, creyendo que no debe abandonar la Luna debido al riesgo de propagar la infección a la Tierra y hace que el rover se estrelle. A medida que el rover se estrella, la cámara vislumbra las grandes rocas espaciales, que comienzan a crecer patas similares a las de las arañas.
Anderson despierta y rastrea a Walker hasta un cráter. Walker es arrastrado al cráter por las criaturas. Anderson lo persigue, pero se enfrenta a los alienígenas y huye al LK soviético y usa su radio para contactar al Control de Misión de la URSS, que lo conecta misteriosamente con el Departamento de Defensa. El subsecretario informa a Anderson que no pueden permitirle regresar a la Tierra, admitiendo que están al tanto de la situación y creen incorrectamente que también está infectado. Anderson logra contactar a Grey y hacen arreglos para que Anderson regrese a Freedom. Anderson prepara el módulo de aterrizaje para el lanzamiento, pero Walker llega, revelando que sobrevivió al encuentro alienígena y exigiendo que lo dejen entrar. Sin embargo, ahora es completamente psicótico y cuando Anderson se niega a dejarlo entrar, intenta romper la ventana del módulo de aterrizaje con un martillo. Antes de que Walker pueda entrar en el vehículo, está rodeado de alienígenas de roca que rompen su casco y lo matan; Su cuerpo es arrastrado por una roca alienígena mucho más grande.
Anderson se lanza, pero el Departamento de Defensa le dice a Grey que Anderson está infectado y le ordena abortar el rescate o la comunicación terrestre (sin la cual el CSM no podrá regresar a la Tierra) se cortará. Los motores del módulo de aterrizaje se apagan cuando entra en órbita; Mientras está en caída libre, pequeñas rocas dentro de la nave flotan en el aire, algunas de las cuales se revelan como alienígenas. Anderson es atacado e infectado por los alienígenas de roca, lo que le impide controlar el vehículo. Grey advierte a Anderson que se está acercando demasiado rápido y el metraje termina abruptamente, lo que implica que el LK y Freedom chocaron.
La película concluye con una declaración que da el destino "oficial" de los astronautas, describiéndolos como muertos en varios accidentes de aviones que dejaron sus cuerpos irrecuperables. Un epílogo señala que muchos de los cientos de muestras de rocas devueltas de las misiones Apolo anteriores, entregadas a dignatarios, ahora están desaparecidas.

## Producción
La película fue filmada en Vancouver, Columbia Británica, promocionándose como un film de falso documental. La película es distribuida por Dimension Films y Distribution Company.
El programa de Intercambio entre la ciencia y el entretenimiento de la Academia Nacional de Ciencias de Estados Unidos colaboró como consultor para la realización de los efectos especiales. La NASA tuvo una participación menor en los inicios de la producción, pero luego se desvinculó por considerar al proyecto como un engaño de marketing

### Finales alternativos y escenas eliminadas
Dieciséis escenas eliminadas y cuatro finales alternativos se incluyen en los lanzamientos de DVD. También han aparecido otras escenas eliminadas que se incluyeron en algunos de los trailers.

#### Escenas eliminadas
Una sola escena eliminada detalla el destino del cosmonauta ruso. Es asesinado cuando un alienígena rompe la visera de su casco.
Otras escenas eliminadas muestran dos versiones alternativas del cosmonauta muerto. Versión 1: Walker y Anderson encuentran el casco del cosmonauta, pero no un vehículo soviético. Luego encuentran el cuerpo del cosmonauta arrastrado a muchos metros de distancia. Versión 2: La misma que la primera, pero el cosmonauta está parcialmente enterrado.
Otra escena alternativa muestra a Anderson dejando una foto de su familia en la superficie mientras jura que llegará a casa. Mientras lo hace, los alienígenas de las rocas comienzan a acecharlo. Anderson ve el módulo de aterrizaje soviético en la distancia y por poco entra mientras los alienígenas lo persiguen.

#### Finales alternativos
En el primer final, Anderson está en el LK después de que Walker intentara romper la ventana de la puerta del LK. Anderson está rodeado por los alienígenas cuando el LK pierde oxígeno, y muere. Un alienígena luego deja el disparo.
En el segundo final, Anderson está hablando con DoD en el LK y ve que las venas de sus brazos se vuelven negras, mostrando que está infectado. La infección lo alcanza y comienza a romper el panel de control con rabia antes de romper la cámara, dejando su destino desconocido.
En el tercer final, Anderson está en el LK, con los alienígenas tratando de entrar. De repente, un gran alienígena rompe la ventana del LK y mata a Anderson con una pinza.
En el cuarto final, un Anderson infectado está en el LK. Una alarma comienza a sonar cuando el módulo de aterrizaje cae en picado de regreso a la Luna. El LK impacta con la superficie de la Luna.
En el quinto y último final, Grey sobrevive a la terrible experiencia y discute con un funcionario del Departamento de Defensa en la Tierra, quien revela que los astronautas fueron enviados a la Luna para infectarse y regresar a la Tierra para que Estados Unidos pudiera usar el veneno alienígena como arma biológica contra la Unión Soviética, que está llevando a cabo experimentos humanos con el veneno.

## Estreno
La fecha de lanzamiento fue estipulada como el 8 de marzo de 2011. Poco después fue cambiada al 22 de abril. Pero finalmente se decidió como fecha de estreno el 2 de septiembre de 2011.